# Marcin Romanowski

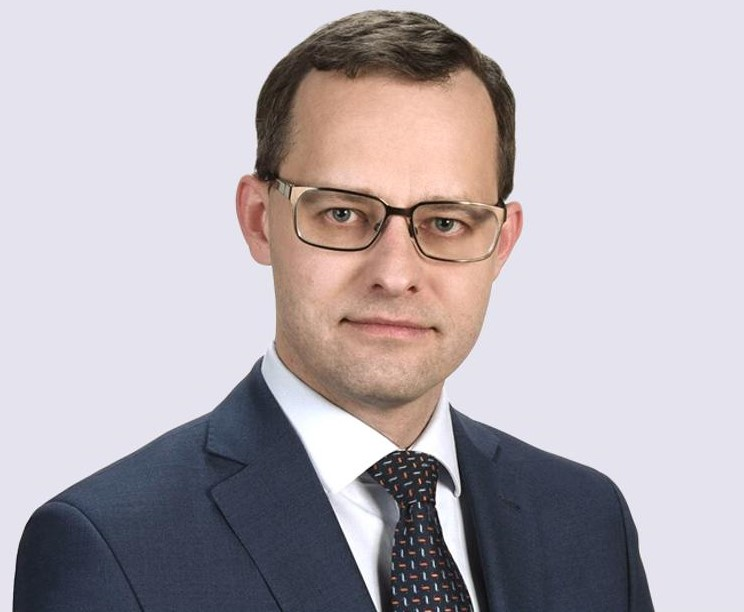
Marcin Romanowski (2019)

Marcin Romanowski (* 20. Januar 1976 in Skrwilno) ist ein polnischer Jurist und Politiker (SP, PiS). Er ist seit 2023 Abgeordneter des Sejms und war von 2019 bis 2023 stellvertretender Justizminister im Kabinett Morawiecki II. In dieser Funktion soll er eine Schlüsselrolle im Korruptionsskandal um den „Gerechtigkeitsfonds“ des Justizministeriums eingenommen haben.

## Leben und Wirken
Romanowski legte die Reifeprüfung 1995 in Rypin ab und studierte bis 2000 Rechtswissenschaft an der Nikolaus-Kopernikus-Universität Toruń. Sein anschließendes Studium als Stipendiat der Konrad-Adenauer-Stiftung an der Universität Regensburg schloss er 2002 mit dem Legum Magister (LL. M.) ab. Von 2004 bis 2005 studierte er zudem an der Universität Greifswald und der Humboldt-Universität zu Berlin. An der Kardinal-Stefan-Wyszyński-Universität Warschau wurde er 2008 mit der Arbeit Własność w procesie rozliczeń z komunistyczną przeszłością. Studium teoretycznoprawne na przykładzie Niemiec po 1989 roku zum Doktor der Rechtswissenschaften promoviert, woraufhin er ebenda Adjunkt am Lehrstuhl für Rechtstheorie und -philosophie war.
Er war von 2016 bis 2019 Direktor des staatlichen Instytutu Wymiaru Sprawiedliwości und 2018/19 Bevollmächtigter des Justizministers für Informationstechnologie und Cybersicherheit sowie für den Justizfonds.
Romanowski ist Numerarier, das heißt zölibatäres, ordentliches Mitglied der Personalprälatur Opus Dei.

## Politik
Bei den Selbstverwaltungswahlen 2002 kandidierte Romanowski auf der Liste von Julia Pitera erfolglos für den Stadtrat von Warschau. Später trat er der Solidarna Polska (SP) bei. Von 2019 bis 2023 war er stellvertretender Justizminister der zweiten Regierung unter Mateusz Morawiecki (PiS). Bei der Parlamentswahl 2023 zog er für die SP über die Liste der Prawo i Sprawiedliwość (PiS) in den Sejm ein. Seit Januar 2024 ist er zudem stellvertretendes Mitglied der Parlamentarischen Versammlung des Europarates. Durch den Beitritt der SP zur PiS im Oktober 2024 wurde er deren Mitglied.

## Korruptionsaffäre
Auf Antrag der polnischen Generalstaatsanwaltschaft, die ihm elf Straftaten – darunter Mitgliedschaft in einer kriminellen Vereinigung und Unterschlagung von Staatsgeld – zur Last legt, hob der Sejm im Juli 2024 Romanowskis Abgeordnetenimmunität auf. Am 15. Juli wurde er vorläufig festgenommen, kam jedoch schon am darauffolgenden Tag frei, da er als Mitglied der Parlamentarischen Versammlung des Europarates weiterhin Immunität genoss. Im Oktober 2024 erschien er zu einem Prozesstermin nicht, sodass am 9. Dezember Untersuchungshaft angeordnet wurde und, da er sich weiterhin der Festnahme entzog, am 19. Dezember europäischer Haftbefehl erging. Romanowski beantragte politisches Asyl in Ungarn, welches ihm gewährt wurde. Dies führte zu diplomatischen Spannungen: So bezeichnete der polnische Außenminister Radosław Sikorski das Verhalten Ungarns als „unfreundlichen Akt gegenüber der Republik Polen und den Grundsätzen der Europäischen Union“ und Ministerpräsident Donald Tusk äußerte „Ich habe nicht damit gerechnet, dass korrumpierte Beamte, die vor der Justiz flüchten, jetzt zwischen Lukaschenko und Orban wählen können“.

## Schriften
- mit Karol Dobrzeniecki: Reprywatyzacja. Problemy tworzenia i stosowania prawa. Wydawnictwo Uniwersytetu Kardynała Stefana Wyszyńskiego, Warschau 2015, ISBN 978-83-80900-67-7.
- mit Maciej Dybowski: O trudnych przypadkach w filozofii prawa. Studia z antropologii filozoficznej. Wydawnictwo Uniwersytetu Kardynała Stefana Wyszyńskiego, Warschau 2015, ISBN 978-83-80900-42-4.
- mit Bogumił Szmulik, Jarosław Szymanek (Hrsg.): Division Power. Continuity and Change. Wydawnictwo Instytutu Wymiaru Sprawiedliwości, Warschau 2021, ISBN 978-83-66344-72-3.